# امیرکبیر
میرزا محمدتقی‌خان فراهانی (۱۹ دی ۱۱۸۵ – ۲۰ دی ۱۲۳۰) ملقب به امیرکبیر، نخستین صدراعظم ناصرالدین‌شاه از ۲۸ مهر ۱۲۲۷ تا ۲۲ آبان ۱۲۳۰، مؤسس دارالفنون، نخستین مرکز آموزش عالی ایران، و ناشر روزنامۀ وقایع اتفاقیه، دومین روزنامهٔ فارسی‌زبان کشور، بود.
امیرکبیر در مدت صدر اعظمی خود در ۳۹ ماه اصلاحاتی بر ایجاد نظم مالی و نظم در شبکه قدرت انجام داد که باعث برانگیختن خصومت در افراد با نفوذ دربار شد. عاقبت مهد علیا (مادر شاه)، میرزا آقاخان نوری (معاون صدراعظم) و میرزا یوسف خان آشتیانی (حسابدار دربار) برای برکناری و تبعید او به کاشان و سپس ایجاد سوءظن در شاه جوان و اقدام به قتل او در حمام فین کاشان اقدام نمودند.
به دستور امیرکبیر، سید علیمحمد باب رهبر جنبش بابیه در تبریز تیرباران شد و پیروان او که منادی نوسازی جامعه و زدودن آن از قشر روحانیون بودند، سرکوب شدند.

## زندگی

### کودکی
میرزا تقی فراهانی در ۱۹ دی سال ۱۱۸۵ خورشیدی در روستای هزاوه در منطقه فراهان متولد شد. این روستا بر اساس تقسیمات کشوری، از توابع شهرستان اراک است. پدر او کربلایی قربان نام داشت. به دلیل نزدیکی قریهٔ مهرآباد اراک که اصل خاندان قائم‌مقام فراهانی از آن‌جا بود، با هزاوه موطن و مسکن پدر او، این مرد جزو خدمتکاران قائم‌مقام اول یعنی میرزا عیسی معروف به میرزا بزرگ درآمد و بعدها در پیش قائم‌مقام ثانی ناظر آشپزخانه و در پیری قاپوچی او شد. مادر امیر نیز فاطمه نام داشت و عمری طولانی کرد و مرگ هر دو فرزندش محمدتقی و محمدحسن را دید.
میرزا محمدتقی‌خان با اطفال خردسال قائم‌مقام اول هم بازی بود. نقل شده است که در کودکی ناهار اولاد قائم‌مقام اول را می‌آورد و در حجره معلم آنها می‌ایستاده تا ظروف غذا را برگرداند. در این زمان آنچه را معلم به آنها می‌آموخت فرامی‌گرفت. روزی قائم‌مقام برای گزینش فرزندانش وارد شد و هر چه از آن‌ها پرسید جواب درست ندادند و میرزا تقی پاسخ می‌داد. او وقتی هوش و درایت و علاقه وافر این پسر را دید در تعلیم و تربیت وی کوشش کرد. امیر در خانهٔ قائم‌مقام تربیت شد و در جوانی توانست سمت منشی‌گری قائم‌مقام را به‌دست آورَد. هنگامی‌که میرزا ابوالقاسم قائم‌مقام به منصب صدارت محمدشاه رسید، میرزا تقی‌خان را به برادرزادهٔ خود میرزا اسحاق سپرد.

### ازدواج و فرزندان
امیرکبیر دو بار ازدواج کرد. ازدواج اول وی با جان‌جان خانم دختر حاج شهبازخان (عموی امیرکبیر) بود. به نوشتهٔ پولاک، امیر در زمان صدارت خود از این زن جدا شده و جان‌جان خانم حدود سال ۱۲۴۸ در آذربایجان درگذشت. دومین همسر امیر، یگانه خواهر تنی ناصرالدین‌شاه بود که ملک‌زاده خانم نام داشت و به عزت‌الدوله ملقب بود که در ۲۶ بهمن ۱۲۲۷ (۲۲ ربیع‌الاول ۱۲۶۵ ق) با وی ازدواج کرد. او دختر محمد شاه و مهد علیا بود. او در شانزده سالگی به عقد امیر درآمد. امیر در این هنگام حدود چهل و سه ساله بوده است. این ازدواج ظاهراً به خواست و اشاره ناصرالدین‌شاه صورت گرفته است. این معنا از نامه‌ای که امیر به پادشاه نوشته است، بر می‌آید: از اول بر خود قبله عالم معلوم است که نمی‌خواستم در این شهر صاحب خانه و عیال شوم. بعد، به حکم همایون و برای پیشرفت خدمت شما، این عمل را اقدام کردم.
امیر از نخستین همسر خود جان‌جان خانم سه فرزند داشت. میرزا احمدخان ساعدالملک که با منورالسلطنه دختر فرمانفرمای بزرگ ازدواج کرد و دو دختر به نام‌های امیرزاده خانم (همسر عزیزخان مکری) و سلطانه خانم. از عزت الدوله نیز دو دختر داشت که یکی تاج الملوک خانم (اولین همسر عقدی مظفرالدین شاه و مادر محمدعلی شاه) و دیگری همدم الملوک خانم (همسر مسعودمیرزا ظل السلطان) نام داشتند. امیرکبیر همسر عزت‌الدوله، خواهر ناصرالدین‌شاه قاجار بود و به سبب ازدواج دخترش تاج‌الملوک با مظفرالدین‌شاه قاجار، پنجمین پادشاه از دودمان قاجار، پدربزرگ ششمین پادشاه قاجار، محمدعلی‌شاه، نیز به‌شمار می‌رود. عزیزخان مکری داماد امیرکبیر و دومین رئیس دارالفنون بود. امیرکبیر پس از این‌که با دسیسهٔ اطرافیان شاه از جایگاه خود برکنار و به کاشان تبعید شد، در حمام فین به دستور ناصرالدین‌شاه به قتل رسید. پیکر وی در شهر کربلا به خاک سپرده شده است.

### دولتمردی و صدارت

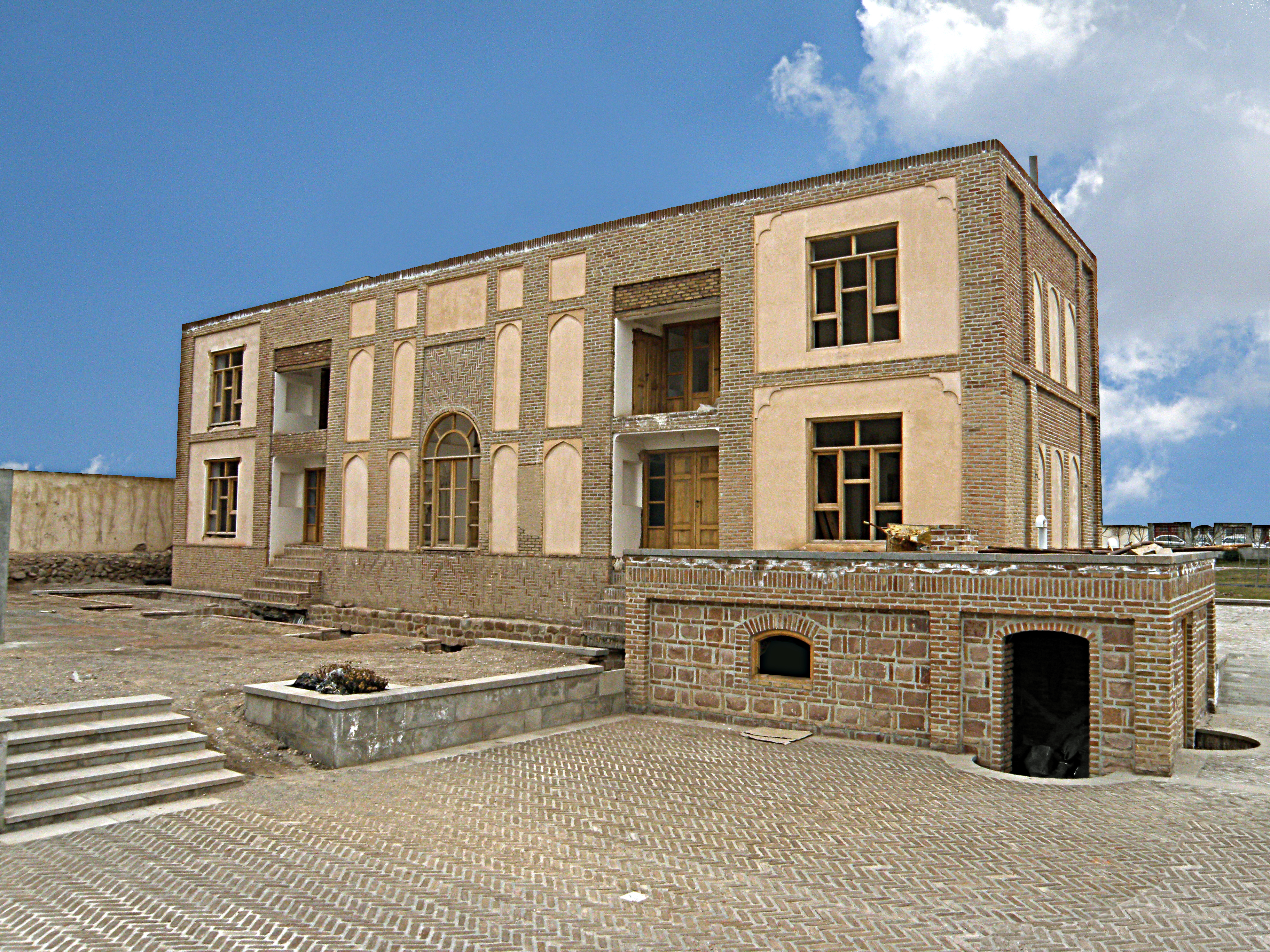
خانه امیرکبیر در تبریز

نخستین مأموریت سیاسی میرزا تقی خان این بود که پس از قتل سفیر روسیه در تهران، از طرف دستگاه دولتی ایران مأموریت یافت به‌عنوان منشی دربار، برای عذرخواهی همراه خسرو میرزا نزد نیکلای یکم، تزار روسیه در سنت پترزبورگ برود. وی در این سفر در سال ۱۲۴۴ ه‍.ق حدود ۲۲ سال داشت. مأموریت دوم وی، مأموریتی تشریفاتی بود؛ زمانی که وزیر نظام آذربایجان بود، میرزا تقی خان به همراه ناصرالدین میرزای ولی عهد به ایروان رفت تا با نیکلای یکم که به این شهر آمده بود دیدار داشته باشد. نخستین مأموریت سیاسی مهم میرزا تقی خان، ریاست هیئت نمایندگی ایران در کنفرانس ارزنه الروم در سال ۱۲۵۹ ه‍.ق برای حل اختلافات مرزی با دولت عثمانی بود. این مأموریت بیش از چهار سال به طول انجامید.
فرمان محمدشاه قاجار پس از پایان مأموریت میرزا تقی‌خان در ارزنة الروم:
 عالیجاه مقرب‌الخاقان میرزا تقی خان بدانند که چون به مزید شایستگی و استعداد و کفایتی چند که در کلیات امور دولت قوی‌بنیاد از او به ظهور رسیده، موجب اعتقاد و وثوق خاطر همایون به حسن درایت و کفایت آن عالیجاه گردیده، و مدتی که آن عالیجاه را مأمور به توقف ارزنةالروم و رفع غوائل بین‌الدولتین علیتین ایران و روم فرمودیم، اهتمامات کامله به ظهور رسانیده و خدمات شایستهٔ او مقبول حضرت سلطنت آمده، در هذه السنه یونیت‌ئیل خیرت دلیل به اعطای یک قطعه شمشیر کل مرصع او را مخصوص و مباهی داشتیم. و به ظهور این عنایت، پایهٔ اعتبارش را در میان امثال و اکفا برافراشتیم که شمشیر مرحمتی را زیب میان خدمتگذاری ساخته از روی کمال استظهار و اهتمام به مراتب خدمت اقدام و حسن کفایت و کاردانی خود را زیاده مشهور امنای دولت ابد ارتسام دارد، و در عهد شناسند. تحریرأ فی شهر ذیحجه سنة ۱۲۶۲.
محمدشاه در شب شنبه چهارم سپتامبر ۱۸۴۸ میلادی فوت کرد. کاردار سفارت انگلیس با فرستادن پیکی این خبر را به ناصرالدین میرزا در تبریز رساند. میرزا فضل‌الله نصیرالملک پیشکار ناصرالدین‌شاه در مهیا کردن مقدمات حرکت شاه به تهران درماند و میرزا تقی خان مأمور به این کار شد.
میرزا تقی با استقراض سی هزار تومان از یک تاجر تبریزی و تدارک نیروی نظامی کافی، همراه شاه راهی تهران شد. شاه پس از شش هفته به تهران رسید. میرزا تقی خان، برای حفظ شأن شاه جوان، از آمدن چند تن از دوستان نزدیک شاه به تهران جلوگیری کرد و دلیل وی این بود که این افراد با ناصرالدین میرزا از کودکی مأنوس بوده‌اند و احترام مقام جدید وی را رعایت نخواهند کرد. در این مدت مهد علیا در تهران مشغول هماهنگی با سفارت انگلیس برای به قدرت رساندن افراد مورد نظرش بود و میرزا آقاخان نوری که به قم تبعید شده بود را به تهران فراخواند. میرزا نصرالله صدرالممالک که خود را نامزد اصلی صدارت می‌دانست در منزل حاجی میرزا آقاسی منزل کرده بود و مشغول دسیسه‌چینی علیه میرزا تقی خان بود. اما شاه که به تهران رسید بلافاصله میرزا تقی خان را به مقام صدارت برگزید و لقب امیرکبیر را به وی اعطا کرد.
شب شنبه ۲۲ ذیقعده ۱۲۶۴ ناصرالدین‌شاه بر تخت نشست و امیر نظام را به صدارت اعظمی تعیین کرد. عین فرمان شاه چنین است:
ما تمام امور ایران را به دست شما سپردیم و شما را مسوول هر خوب و بدی که اتفاق می‌افتد می‌دانیم. همین امروز شما را شخص اول ایران کردیم و به عدالت و حسن رفتار شما با مردم، کمال اعتماد و وثوق داریم. به جز شما به هیچ‌کس دیگر چنین اعتقادی نداریم و به همین جهت این دستخط را نوشتیم.
نخستین آشوبی که از سوی مخالفان وی در تهران بر پا شد، شورش سربازان آذربایجانی پاسدار ارگ در تهران تنها چهار ماه و نیم پس از صدارت وی بود که به تحریک برخی از درباریان انجام شد. در این آشوب دو هزار و پانصد سرباز آشوبگر خانهٔ امیر را محاصره کرده و خواستار عزل وی شدند.
روز بعد بین محافظین خانه امیر و سربازان درگیری ایجاد شد که موجب کشته شدن دو تن از محافظین شد. امیر به خانه میرزا آقاخان نوری رفت و فتنه با وساطت چند کس از جمله میرزا ابوالقاسم امام جمعه و عباسقلی خان جوانشیر فرونشست. در این آشوب مردم تهران به حمایت از امیر برخاستند و دکان‌ها را بسته و با یاغیان مقابله کردند.
امیر برای انتظام ارتباط با کشورهای دیگر به ویژه اروپاییان اهمیت زیادی قایل بود. وی میرزا محمدعلی خان شیرازی را به وزارت خارجه گماشت و از سفرای خارجی خواست از این پس تمام مکاتباتشان مستقیماً با وزیر خارجه باشد و از رجوع مستقیم به شاه یا صدر اعظم خودداری کنند. امیر در لندن و سنت پترزبورگ سفارتخانه دایمی ایجاد کرد. امیر برای افزایش کیفیت ارتباطات خارجی، هیاتی از مترجمان ایجاد کرد که میرزا ملکم خان یکی از معروفترین این افراد است.

### عنوان‌های امیرکبیر
کربلایی محمدتقی، میرزا محمدتقی‌خان، مستوفی نظام، وزیر نظام، امیر نظام، امیرکبیر، امیراتابک اعظم، همچنین وی شوهرخواهر ناصرالدین‌شاه نیز شد.

## اقدامات و رخدادها

### تأسیس مدرسهٔ دارالفنون

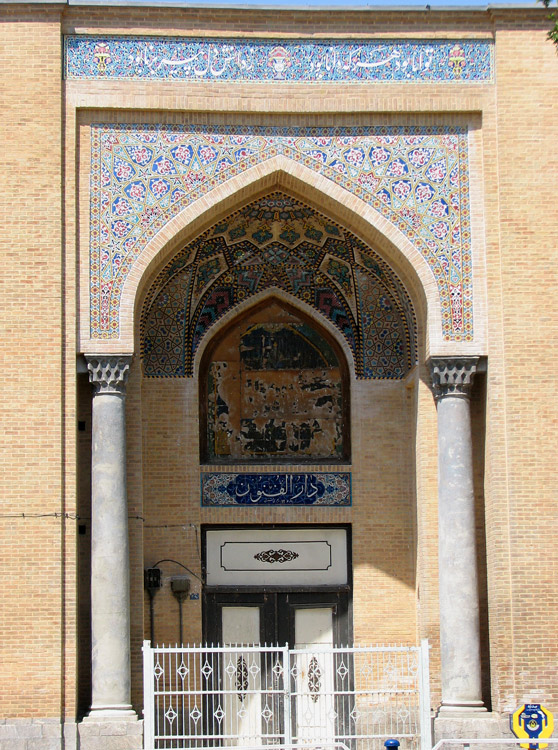
سردر دارالفنون

امیرکبیر زمانی که به صدارت رسید به نقص و کمبود مؤسسات فرهنگی و علمی آگاه بود و معتقد بود ایران از نظر علوم و تمدن جدید بی‌بهره است و اگر بخواهد تحولاتی را در کشور ایجاد کند باید جوانان ایرانی بهره‌ای از تمدن و علوم مختلف کسب کنند. او دو مسافرت به خاک روسیه داشت و در این سفرها نظام تعلیم و تربیت ملل اروپایی را بررسی کرد و لازم دید اگر بخواهد دوشادوش آن کشورها پیش برود، ۲ راه پیش رو دارد: یا باید عده‌ای را برای تحصیل به اروپا بفرستد یا اینکه عده‌ای از معلمان اروپایی را به ایران اعزام کند.
تأسیس یک مدرسهٔ عالی و معلم اروپایی همیشه دغدغهٔ او بود و زمانی که به صدراعظمی رسید خواست به این فکر جامهٔ عمل بپوشاند. استدلال او این بود که به جای اینکه دولت ایران بیست نفر محصل به اروپا بفرستد، با این بودجه چند معلم از اروپا به ایران بیاورد و دویست محصل را تربیت کند.
مدرسهٔ دارالفنون در زمان صدارت امیرکبیر، در هفت شعبه تأسیس شد و اولین مدرسهٔ جدید ایران بود. شاهزادگان قاجار نخستین دانش‌آموزان دارالفنون بودند. در دارالفنون اصول علمی جدید و دانش‌های مهندسی، پزشکی، داروسازی، معدن و فنون به جوانان آموزش داده می‌شد و بسیاری از معلم‌های آن از اروپا و به ویژه از کشورهایی چون اتریش، اسپانیا، ایتالیا و فرانسه به کار گرفته شده بودند. اگرچه امیر هنگام گشایش و آغاز به کار دارالفنون از صدارت برکنار و به کاشان تبعید شده بود، اما با همهٔ مخالفت‌های جانشینش، میرزا آقاخان نوری، مدرسه کار خود را ادامه داد.

### انتشار روزنامهٔ وقایع اتفاقیه
اولین شمارهٔ روزنامهٔ وقایع اتفاقیه در سال سوم سلطنت ناصرالدین‌شاه قاجار در ۱۸ بهمن ۱۲۲۹ خورشیدی (برابر با ۷ فوریه ۱۸۵۱ میلادی) و به کوشش امیرکبیر منتشر شد. به دستور امیرکبیر اشتراک این روزنامه برای هر یک از افرادی که از دستگاه دولتی بیش از ۲۰۰ تومان حقوق می‌گرفتند اجباری بود. در این روزنامه، اخبار داخلی شامل خبرهای مربوط به دربار، عزل و نصب‌ها، اعطای مقام‌ها، نشان‌ها و امتیازات چاپ می‌شد. در برخی شماره‌ها نیز اخبار رویدادهای شهرهای ایران به چاپ می‌رسید. در بخش اخبار خارجی، اخبار مربوط به کشورهای اروپایی به چاپ می‌رسید. همچنین این روزنامه دارای صفحهٔ حوادث نیز بود. کمتر از یک سال بعد از انتشار اولین شماره، در شمارهٔ ۴۹ این روزنامه خبر تحریف‌شده‌ای دربارهٔ مرگ امیرکبیر منتشر شد.

### رسیدگی به وضع مالیه
امیرکبیر در دوران صدراعظمی خود با رشوه‌خواری به مبارزه برخاست. او دستور داد دریافتی‌های بی‌حساب و مواجب بی‌جهتی که از دستگاه‌های دولتی می‌گرفتند، قطع شود. وی حقوق شاه را کاهش داد و ماهانه به دوهزار تومان رسانید و قرار گذاشت که هر ماه به او کارسازی کنند. وی مواجب بی‌حسابی را که حاجی میرزا آقاسی برقرار کرده بود، قطع کرد. وی سر و سامانی به قوانین مالیاتی داد و صورت عواید و مخارج آن را تعدیل کرد. امیر همچنین تیول تیول‌دارانی که حق دیوان را نمی‌دادند، ضبط کرد.
در دوره صدارت حاجی میرزا آقاسی وضعیت مالی دولت به هم ریخته و خزانه خالی بود و بودجهٔ کشور در حدود یک میلیون تومان کسری داشت. پول‌های نقد خزانه نصیب عده‌ای خاص از درباریان و روحانیون مستمری بگیر می‌شد و نصیب دیگران برات‌های بی‌اعتبار بود. زمانی که امیر به قدرت رسید حجم این برات‌های معوقه بسیار زیاد بود. امیر اطلاعات مالی و مالیاتی را به‌روزرسانی کرد (اکثراً از دفاتر مالیاتی که بر اساس اطلاعات زمان کریمخان زند نوشته شده بودند). امیر برخی از مستمری‌ها را قطع کرد و برخی را کاهش داد. برات‌های معوقه را به قیمت پایین‌تر نقد کرد و دستور داد دیگر چنین برات‌های بی‌اعتباری صادر نشود.
رقم خالص درآمد کشور در آخرین سال صدارت امیرکبیر نزدیک به سه میلیون تومان بود و بیشترین عایدی مالیاتی نیز مالیات آذربایجان به مقدار ۶۲۰ هزار تومان بود. در همان سال مجموع مخارج دولت در حدود دو میلیون و ششصد هزار تومان بود. او همچنین برای مأموران دولتی حقوق ثابت تعیین کرد.
در اغلب دوره‌های حکومتی در ایران امرا و دیوانیان و سربازان قشون به جز مالیات، اموالی را تحت عنوان هدیه و انعام و سیورسات و آذوقه و مژدگانی از مردم مطالبه می‌کردند. به جز این موارد رشوه نیز جزو مداخل دیوانیان بود. امیرکبیر پس از سامان دادن به وضعیت مالی کشور و برقراری مواجب منظم برای عمال دولتی دستور ممنوعیت دریافت هر نوع وجه غیرقانونی را صادر کرد. تا پیش از دورهٔ حکومت امیر مأموران دولتی و لشکریان در هنگام عبور از نواحی آذوقهٔ خود را از مردم مطالبه می‌کردند و گاهی نیز اقدام به مصادرهٔ اموال مردم می‌کردند. امیر این رسم را که طلب سیورسات نامیده می‌شد ممنوع کرد و در چند مورد از جمله در مورد تعدیات توپچیان آذربایجانی و سربازان قصر شیرین دستور به تنبیه متخلفان و پرداخت خسارت از اموال ایشان کرد. این موارد برای آگاهی عموم و تشویق آنها به گزارش تخلفات، در روزنامهٔ دولتی انتشار می‌یافت. به دستور امیر مأموریت‌های دولتی باید به حکم دولت انجام می‌شد و دولت هزینه انجام مأموریت را به مأمور می‌پرداخت و مأمور موظف بود آذوقه‌اش را به قیمت روز در طول مسیر خریداری کند. از خصوصیات مهم امیرکبیر این بود که حتی از کسی هدیه هم نمی‌پذیرفت و به دولتیان نیز چنین دستور داد که حتی هدیه نیز از کسی نپذیرند تا کسی دستاویزی برای رشوه نداشته باشد.

### حذف القاب و عنوان‌ها
امیرکبیر، القاب و عنوان‌های فرمایشی را موجب زیان‌های اجتماعی می‌دانست و در نامیدن دیگران به گفتن واژه «جناب» اکتفا می‌کرد، حتی نسبت به مقام صدارت.

### رفتار با درباریان
امیرکبیر به رفتار درباریان و مأموران خود بسیار اهمیت می‌داد و معتقد بود رفتار آنها باید سرمشق مردم باشد و مقام و شغل آنها نباید باعث تعدّی و ظلم به مردم شود. نقل می‌کنند روزی فردی نزد امیر آمد و از یکی از مستخدمان بانفوذ آبدارخانه شاهی شکایت کرد. امیر فوراً مأمور فرستاد تا پول شاکی را پس دهد و به وی گفت اگر در این مدت ۲ ساعت پول به دست شاکی نرسد، آن وقت تکلیف دیگری دارد. مستخدم فوراً به تکاپو افتاد و ظرف مدت تعیین شده بدهی خود را پرداخت کرد.

### اصلاحات اجتماعی
هرزگی، قمه‌کشی و لوطی‌گری به خصوص در زمان دولت حاجی میرزا آقاسی رواج داشت. غروب که می‌شد هیچ زن و کودکی جرأت بیرون آمدن از خانه را نداشت. جوانان تهران قمه می‌بستند و مردم را آزار و اذیت می‌کرند. امیرکبیر، دستور داد که رسم قمه‌کشی و لوطی‌بازی از شهرها و راه‌ها برداشته شود. وی حمل سلاح سرد و سلاح گرم را منسوخ کرد. در یک جلسهٔ عمومی، کسی پیشنهاد داد حمل سلاح ممنوع شود، امیر پاسخ داد: «حمل سلاح آزاد است؛ منتها کیست که جرئت استفاده دارد؟» و پس از این اگر دعوا و نزاعی رخ می‌داد، کسی جرأت نداشت از قمهٔ خود استفاده کند و به مرور زمان این عادت از سر مردم افتاد و حمل سلاح منسوخ شد. او حقوق بسیار درباری‌ها و شاهزاده‌ها را کم کرد.

### ایجاد قراولخانه
امیرکبیر دستور داد ۴۰ قراولخانه در نقاط مختلف دارالخلافه (تهران) دایر شود. وی همچنین برای هر قراولخانه، ۱۲ نگهبان تعیین کرد.

### اصلاح وضعچاپارخانهدولتی
امیرکبیر یکی از مشکلات تجاری و اقتصادی را عدم وجود وسایل ارتباطی بین شهرها می‌دانست و در جهت برطرف شدن این مشکل بسیار تلاش کرد. او در سال ۱۲۶۷ هجری قمری پستخانه‌ای تأسیس کرد و برای حفاظت محموله‌های پستی در تمامی راه‌های کشور قراول‌خانه‌هایی را ایجاد کرد. در هر ماه ۲ بار چاپارها به آذربایجان، مازندران، کرمان، خراسان، استرآباد و کرمانشاه دررفت و آمد بودند. همچنین برای چاپارها مقرّری تعیین کرد تا پول بیشتری درخواست نکنند. او دستور داد در مناطق مختلف برای چاپارها منازلی بنیان کنند تا این افراد با خاطری آسوده و با سرعت هرچه بیشتر مسافت بین شهرها را طی کنند. در نتیجه تلاش امیرکبیر کار چاپارخانه‌ها به قدری تسریع شد که مسافت بین تهران تا اصفهان سه روزه طی می‌شد.

### توجه به تولید و آبادی اراضی
سدی به دستور امیر در نقطه اتصال رود قره‌چای و انار رود در قم و ساختن پل بر روی آن بود. از کارهای عمرانی دیگر ساختن سد بر روی رودخانهٔ گرگان زیر نظر میرزا حسن مهندس ظرف یک سال بود.

### مبارزه با شکنجه
شکنجه در لغت، هر گونه آزار جسمی یا روحی است به منظور اخذ اقرار، شهادت یا سایر ادله اثبات که از طرف مأمور دولت به صورت طولانی و متوالی انجام شود. اولین بار مبارزه با شکنجه در زمان محمدشاه قاجار و به دستور میرزا آغاسی آغاز شد اما این دستور به مرحله اجرا نرسید. اولین بار امیرکبیر و پس از او میرزا حسن خان سپهسالار با قدرت خاص خود، موفق به اجرای دستور منع شکنجه میرزا آغاسی شدند. در ماه ربیع الثانی سال ۱۲۶۶ آیین‌نامه‌ای تدوین و به حاکمان مناطق ارسال شد و در متن آن ذکر شده بود شکنجه کردن متهمان و جزای بی‌تناسب افراد گناهکار ممنوع است. همچنین در صورت محرز شدن جرم مقصران و مجرمان، طبق احکام شرع و عرف مجازات اعمال شود. برای آگاهی مردم نیز متنی در روزنامه در ۱۴ ذی‌القعده سال ۱۲۶۷ منتشر شد.

### سر و سامان دادن به ارتش
در زمان عزل او ارتش ایران به ۱۳۷۲۴۸ نفر رسیده بود. تعداد هزار توپ داشت. در تهران و اصفهان بترتیب ماهی ۱۰۰۰ و ۳۰۰ تفنگ ساخته می‌شد.
میرزا تقی خان پس از اصلاح اقتصادی کشور مشغول اصلاحات نظامی شد زیرا معتقد بود ارتش روح کشور است و کشوری قدرتمند خواهد بود که ارتش نیرومندی داشته باشد.
امیرکبیر چون زمان عباس میرزای ولیعهد در آذربایجان سمت لشکرنویسی و پس از آن منشی‌گری نظام را بر عهده داشت و با هیاتهای نظامی انگلیس و فرانسه آشنا بود، معتقد بود که باید دست به اصلاحات نظامی در ایران بزند. اصلاحات او شامل: قوانین اخلاقی و تغییر در رفتار سربازان و عدم تعرض آنان به اموال و ناموس مردم، برقراری حقوق معین برای افسران و سربازان، ایجاد قورخانه و تهیه لباس به سبک ارتش کشور اتریش، تهیه کتبی در ارتباط با فنون نظامی، بنای ساختمان‌های توپخانه و سربازخانه و استحکاماتی در شهرها و مراکز مهم بود.
امیرکبیر، مشق و دروس ارتشیان و تسلیحات آن‌ها و برکشیدن صاحب‌منصبان بی‌طرف و نهادن شغل و سمت در مقابل افراد و حذف مشاغل بی‌فایده در نظام سازمانی را پایه‌گذاری کرد. رسم بخشیدن مناصب بی‌شغل را برانداخت و معیار ترفیع صاحب‌منصبان، شایستگی ایشان گشت. او معمولاً صبح‌های زود برای سرکشی و نظارت به سربازخانه‌ها می‌رفت و به‌طور جداگانه از تک تک سربازان بازجویی می‌کرد تا نحوه رفتار افسران با آنها و همچنین پرداخت حقوق آنها را بررسی کند. آنها موظف بودند تا تعلیمات نظامی تدریس کنند که چنین امری تا آن زمان بی‌سابقه بود. همچنین پزشکانی را مسئول بررسی سلامت افراد تعیین کرده بود. او برای تأمین باروت ارتش تعدادی کارگاه تولید باروت در کشور ایجاد کرد از جمله در برغان و روستای ورده او چند بار برای سرکشی به این کارگاه‌ها به این نقاط سفر کرد. مهمات‌سازی در زمان او رشد کرد و توپریزی و باروت سازی تبریز دوباره رونق گرفت. وضع لباس ارتش مرتب و منظم شد. به دستور وی لباس سربازان از پارچه ایرانی بود.

### اصلاحات مذهبی
بست‌نشینی یک حرکت به جهت فرار از جرم یا ظلم به اماکن مذهبی برای فرد مورد تعقیب قانون است. نخستین کسی که با بست‌نشینی به‌طور جدی مبارزه کرد، امیرکبیر بود. در جنگ با سالار خان امیرکبیر برای اولین بار به عزیزخان دستور داد در صورت پناه بردن سالار خان به حرم مشهد او را از بست خارج کنید. امیرکبیر بست‌نشینی را ممنوع کرد و دستور دستگیری هر فردی که از دست قانون به اماکن مقدسه فرار می‌کرد تا دستگیر و محاکمه نشود را صادر کرد و این حرکت امیرکبیر خود مخالفت شدیدی بین روحانیون با امیر ایجاد کرد. امیرکبیر، در پی منع قمه‌زنی و اصلاح امور روضه‌خوانی برآمد. وی نسبت به علمای مذهبی با احترام خاصی برخورد می‌کرد، با این حال میرزا ابوالقاسم امام جمعه تهران، از جمله روحانیونی بود که به شدت به مخالفت با امیرکبیر برخاست و بسیاری از روحانیون دیگر نیز به همراهی با او برخاستند.

### به‌اجبار مسلمان شدن منداییان شوشتر
در دوران صدارت امیرکبیر، به دلیل یک آشوب محلی، مردمان شوشتر که بیش از ۸۰ درصد آن‌ها مندایی بودند، برای جلوگیری از خون‌ریزی مجبور شدند تا اسلام بیاورند.

### سرکوب بابیان و فرمان اعدام سید علی‌محمد باب
ماهیت چالش‌برانگیز ادعای سید علی‌محمد باب، و تضّاد آن با تفکرات شیعی، مخالفت شدید قشر روحانیت را برانگیخت، و سرانجام منجر به مداخلهٔ مقامات حکومتی و حمایت آنان از روحانیون شیعه شد. اگرچه به صورت کلی بابیان به دلیل باورهای خود در طول سه سال و نیمِ اول نهضت بابیّه و در زمان سلطنت محمدشاه قاجار (مه ۱۸۴۴-اواخر ۱۸۴۷) قربانی تعصّبات دینی نشده و به قتل نرسیدند، اما تعدادی از بابیان برجسته تحت تعقیب قرار گرفته و به مجازات رسیدند؛ به عنوان مثال، ملا علی بسطامی، یکی از پیروان اولیّه باب، در ژانویه ۱۸۴۵ در عراق عثمانی دستگیر و محاکمه شد و به کار اجباری در اسکله‌های دریایی استانبول محکوم گردید. وی در ظرف مدّت کوتاهی از دنیا رفت.
اما در سال ۱۸۴۸ میلادی، پس از وفات محمدشاه قاجار و به تخت نشستن ولیعهد جوان او ناصرالدین‌شاه، امیرکبیر به صدراعظمی رسید و اوضاع به‌کلی تغییر کرد. درگیری‌های متعدّدی بین بابیان از یک طرف و دستگاه حکومت و روحانیت در طرف مقابل، درگرفت که منجر به قتل‌عام چندین هزار بابی گردید.
اولین کشتار بابیان که در تاریخ ثبت گردیده، در شهر قزوین اتفاق افتاد. از آن زمان، چون حملات روحانیون برجسته و پیروان آنان بر پیروان باب رو به فزونی گذاشته بود، برخی از بابیان با خود اسلحه حمل می‌کردند. در نقاط دورافتاده، گروه‌های کوچکتر بابی به آسانی مورد حملات وحشیانه قرار گرفته و تار و مار می‌شدند، در حالی‌که در شهرهای بزرگتر که جمعیّت بابیان بیشتر بود، آنان به دفاع از خود پرداخته و به مقابله برمی‌آمدند. یکی از این حملات در شهر بابل، در استان مازندران، زمانی صورت گرفت که گروهی از بابیان به رهبری ملاحسین بشرویه، در حال عبور از آن ناحیه بودند. این دسته مورد هجومِ عدهّ ای از افراد بومی به رهبری یکی از روحانیّون محلّی (سعید العلماء) قرارگرفتند و درگیری شدیدی بین دو طرف رخ داد. بابیان برای حفاظت از جان خویش در نزدیکی مقبرهٔ شیخ طبرسی پناه گرفتند. ولی چون توسط مخالفانشان متّهم به شورش شده بودند، متعاقباً مورد حملات مداوم نیروهای محلّی و دولتی قرار گرفته و پس از هفت ماه محاصره و تحمّل انواع سختی‌ها، به واسطهٔ گرسنگی شدید و از دست دادن تعداد بیشماری از نفرات خود، بالاخره به سوگند دروغین مهاجمان [به قرآن] برای برقراری آتش‌بس پاسخ مثبت داده و تسلیم شدند. ولی تقریباً تماماً قتل‌عام شدند.
پس از آن دو درگیری بزرگ دیگر بین بابیان و مخالفان ایشان به ترتیب در شهرهای زنجان و نی‌ریز در شمال و جنوب ایران و نیز درگیری کوچکتری در شهر یزد رخ داد که در مجموع سبب کشتار چندین هزار بابی گردید. در سه درگیری اصلی که در طبرسی، زنجان و نیریز صورت گرفت، بابیان توسط دشمنان خود متهم به قیام علیه حکومت گردیدند. اما در واقع در هر سه مورد، نبردها صرفاً جنبهٔ دفاعی داشته و جهاد تهاجمی محسوب نمی‌شد، چه که باب اجازه انجام چنین حملاتی را به پیروان خود نمی‌داد. در دو درگیری شهری (نیریز و زنجان) تنش‌های اجتماعی و سیاسی که از قبل در این شهرها وجود داشت نیز در بروز درگیری‌های دخیل بود.
پس از درگیری طبرسی، صِرفِ اعتقاد به دیانت بابی می‌توانست برای صدور حکم اعدام افراد کافی باشد. یکی از مصادیق بارز آن زمانی است که امیرکبیر در فوریه ۱۸۵۰ شخصاً دستور سر بریدن هفت بابی برجسته از طبقات بالای اجتماعی (سه تاجر، دو روحانی، یک درویش پیشرو و یک مقام دولتی) را به جرم بابی بودن صادر نمود. اگرچه آن هفت نفر به راحتی می‌توانستند با کتمانِ عقیده و انکار ایمان قلبی‌شان جان خود را نجات دهند، امّا این شرط را نپذیرفتند و به مرگ تن در دادند.
در اواسط سال ۱۸۵۰، امیرکبیر دستور اعدام سید باب را که در قلعه چهریق آذربایجان زندانی بود صادر کرد و به دنبال آن بسیاری از بابیان دیگر نیز به قتل رسیدند. باب علیرغم فشارهای زیاد وارده بر وی برای انصراف از ادّعای خود و به دست آوردن آزادی، بر موضع خویش پافشاری نمود و در نهایت توسطِ یک جوخهٔ اعدام در انظار عمومی در شهر تبریز تیرباران گردید. این اولین اعدام در نوع خود در ایران بود و هدف از آن این بود که هم جنبش بابیان را درهم شکند و هم قدرت احیا شدهٔ حکومت قاجار را در زمان نخست‌وزیر جدیدش امیرکبیر به نمایش بگذارد.
در حقیقت تقابلِ بین امیرکبیر و بابیان، مقابله بین دو بینش روشنفکرانه و تجددطلب بود. درحالی‌که امیرکبیر خواهان اصلاحات غیرمذهبی و اقتدارگرایانه بود، بابیان از نوگرایی همه جانبهٔ دینی که توسط باب ارائه شده و در همهٔ آموزه‌های نوین او نظیر، استمرار ظهورات الهی، تجدید دین، الغای مقام پیشوای روحانی، بررسی مستقل مسائل دینی بدون نیاز به وجود قشر روحانیت و ارتقای جایگاه زنان در اجتماع، به وضوح به چشم می‌خورد، حمایت می‌کردند.
بابیان طرفدارِ انقلابی مردمی برای ایجاد تحوّل در آموزه‌های دینی و درمان دردهای جامعهٔ مذهبی و پاک نمودن آن از وجود قشر روحانیت بودند. حال آنکه امیرکبیر بر آن بود تا هرگونه دگراندیشی مذهبی را سرکوب نموده و در عین حال در تلاشی ناموفق سعی داشت تا طبقه روحانیت را وادار به اطاعت از اقتدار دولت و حکومت نماید. اندیشهٔ اروپاییِ جدایی دین از سیاست که الهام‌بخش اصلاحاتِ امیرکبیر بود، در تضاد با بازنگری جدی اصول دینی قرار داشت. دولت قاجار با کشتار بابیان و تلاش در نابودی آنان، روحانیت را به عنوان تنها داورِ بی رقیبِ هنجارهای دینی تأیید نمود. با سرکوب نهضت بابی، فرصت مناسب برای پا گرفتنِ جنبشِ بومی اصلاحات، برای دهه‌ها، از میان رفت و امیرکبیر ناخواسته راه را برای تثبیت قدرت روحانیون تا پایان قرن نوزدهم و حتّی پس از آن، هموار نمود.
سرکوب بابیان، دولت قاجار و مجتهدان اصولی را به یکدیگر نزدیک‌تر کرد. چنین همکاری متقابلی از ابتدای حکومت قاجار به ویژه در زمان فتحعلی‌شاه در سیاست ایران حضور داشت ولی به تدریج با بی‌اعتنایی‌های حاج میرزا آقاسی به دستگاه روحانیت، و سپس با سختگیریهای امیرکبیر کمرنگ شده بود. سرکوب جامعهٔ بابی و سپس قتل امیرکبیر قدرت و نفوذ روحانیون شیعه را چه در نزدیکی با حکومت چه در مخالفت با آن فزونی بخشید و باعث شد آنان نقش پررنگ‌تری در سیاست بازی کنند، نقشی که سرانجام منجر به تأسیس نظام جمهوری اسلامی ایران و حکومت ولایت فقیه در ایران شد.
به گفته هما ناطق امیرکبیر از سرکوب بابیان طرفی نبست و دست تنها ماند. او که به دنبال اصلاح و نوآوری بود باید برای مبارزه با استبداد دینی و حکومت قاجار حمایت نواندیشان چون بابیان را جلب می‌کرد. بابیان دستکم در ابتدا برای ترویج آرمانهای خود به دولتیان روی آورده بودند.
برخی نویسندگان نهضت بابیه را با اصلاحات مذهبی پروتستان در مسیحیت که مارتین لوتر در قرن شانزدهم عامل آن بود همانند شمرده و در هر دو مورد اصلاحات دینی را پیش‌فرض اصلاحات اجتماعی و سیاسی می‌دانند. اگرچه شباهتهایی در مورد کارکرد اجتماعی این دو نهضت می‌توان یافت اما دامنه سّنت‌شکنی درآثار باب به مراتب از نوگرایی پروتستانیسم مسیحی گسترده‌تر و بنیادی‌تر است. لوتر ادعای آوردن دین تازه‌ای نکرد. سوای آن، آنچه که به پیروزی نهضت پروتستانیسم منجر گردید پشتیبانی تعدادی از حاکمان سیاسی بود که علیرغم مخالفت و ستیز کشیش‌های کاتولیک سرانجام اصلاحات لوتر را پذیرفتند. در ایران عکس این امر صورت پذیرفت. حتی فرد با کفایت و ایران‌دوستی مانند امیرکبیر نیز که خواهان اصلاحات بود به جای حمایت از نهضت بابیه و ایستادن در مقابل علمای محافظه‌کار به صف آنان پیوست و با همکاری آنان اقدام به کشتار بابیان و قتل باب نمود.
به گفته عباس امانت برخوردِ شدید امیرکبیر با دگراندیشی مذهبی و سیاسی، البتّه سوای آنانی که توسط خود او انجام شده بود، راه را بر نوگرایی‌ها بست و سبب شد تا نهضت بابیّه که جریانی مذهبی با پیامی صریح و در جهت نوسازی جامعه بود؛ علیرغم نفوذ گستردهٔ مردمی، به عنوان شورشی بدعت‌آمیز که بنیان دولت و مذهب را تهدید می‌کند، تلقّی گردد و به انزوا کشانده شود. شاید بتوان گفت امیرکبیر با شکست سیاسی بابیّه و اعدام سید علی‌محمد باب که منادی انقلابی مردمی برای ایجاد تحوّل در آموزه‌های دینی و پاک نمودن آن از وجود قشر روحانیون بودند، فرصت مناسب برای پا گرفتنِ جنبشِ بومی اصلاحات را برای دهه‌ها از میان برد و ناخواسته راه را برای تثبیت قدرت روحانیون تا پایان قرن نوزدهم و حتّی پس از آن، هموار نمود.

### خاموش کردنشورش محمدحسن خان سالار
محمدحسن خان سالار والی خراسان که طرفدار تجزیه‌طلبی و جدایی خاک خراسان از ایران بود، در زمان ناصرالدین‌شاه شورش کرد. امیرکبیر، سپاهیانی را به خراسان فرستاد. سرانجام، امیر دستور داد که سالار و همراهانش کشته شوند.
الله‌یار خان آصف‌الدوله پدر سالار داماد فتحعلی شاه و دایی محمد شاه بود. آصف‌الدوله یکی از عوامل شکست ایران در جنگ‌های ایران روس بود به همین دلیل از صدارت برکنار شد. او در زمان قائم‌مقام فراهانی به حکومت خراسان منصوب شد. چند سال پس از کشته شدن قائم‌مقام پسرش محمدحسن خان سالار را به جای خود گماشت و به حج رفت اما در بازگشت در بغداد اقامت گزید. آصف‌الدوله و پسرش همواره مورد حمایت دولت بریتانیا بودند. در سال ۱۲۶۲ ه‍.ق و در دورهٔ حکومت محمد شاه سالار سر به طغیان علنی برداشت و با همیاری برخی از خان‌های خراسان توانست نیروهای حاکم جدید خراسان را شکست دهد. اوضاع خراسان بر همین روال بود که امیرکبیر به قدرت رسید.
ماجرا از اینجا آغاز شد که سالار به کمک کردهای قوچانی، سبزوار را گرفت و به قصد پایتخت به طرف تهران حرکت کرد. امیر، حمزه میرزا حشمت‌الدوله را که از پیش از مرگ محمد شاه برای حکومت به خراسان رفته بود و نتوانسته بود سالار را شکست دهد از خراسان فراخواند و به جای وی سلطان مراد میرزا را با حکم حکومت خراسان و سپاهیان دولتی به خراسان فرستاد. در این زمان کنسول بریتانیا سعی فراوانی برای تثبیت حکومت خراسان برای سالار انجام می‌داد و نمایندهٔ بریتانیا دو نامه چاکرانهٔ سالار برای امیر و شاه فرستاد. اما کوشش وی و نمایندهٔ بریتانیا تصمیم امیر را دگرگون نکرد. امیر شرط اطاعت وی را تسلیم خراسان به حاکم منصوب دولت می‌دانست و دخالت‌های خارجی را برنمی‌تابید. آصف‌الدوله که در بغداد بود پسرش را به ایستادگی در برابر دولت تشویق می‌کرد.
در این زمان امیر نورمحمد خان قاجار عموی سالار و سلیمان خان افشار را برای مذاکره و تشویق سالار به اطاعت به خراسان فرستاد. در نیشابور سلیمان خان توانست جعفرقلی خان کرد شادلو حاکم شهر را قانع کند تا دست از حمایت از سالار بردارد و این کار موقعیت سالار را بسیار تضعیف کرد. در این زمان سالار تلاش امیر در اتمام صلح‌آمیز ماجرا را ناشی از ناتوانی دولت می‌دانست و از تسلیم خودداری می‌کرد. امیر چراغ‌علی خان کلهر را برای مذاکره با وی به مشهد فرستاد و هم‌زمان سپاهیان دولتی را روانهٔ مشهد کرد. سالار اما شرط اطاعت از دولت مرکزی را حکم حکومت خراسان برای خودش اعلام کرد. چراغ‌علی خان کلهر وارد مشهد شد و با سالار و روحانیون مشهد وارد مذاکره شد. روحانیون مشهد به حمایت از سالار اصرار داشتند و حتی قصد داشتند چراغ‌علی خان کلهر را در مشهد به قتل برسانند. چراغ‌علی خان با حیله از مشهد خارج شد و خود را به اردوی دولتی به فرماندهی سلطان مراد میرزا در خبوشان رساند. سلطان مراد میرزا در این مرحله به دستور امیر سپاه را به سمت مشهد حرکت داد و شهر را محاصره کرد. در این هنگام نمایندگان بریتانیا و روسیه سعی در جلوگیری از حمله به مشهد و نجات سالار داشتند که اصرارها و تهدیدهایشان بر امیر بی‌اثر بود. از طرفی مردم مشهد که از حکومت سالار ناراضی بودند عباس‌قلی خان دره‌جزی و بهادر خان جامی را به نمایندگی نزد امیر فرستادند و نسبت به شاه جدید اظهار اطاعت کردند و از امیر قول گرفتند در موقع اشغال شهر توسط نیروهای دولتی جان و مالشان در امان باشد. امیر قول مساعد داد و به قولش نیز عمل کرد مردم نیز در حمایت از امیر در هنگام حملهٔ سپاه دولت به شهر مجتهد شهر را که از حامیان اصلی سالار بود زندانی کردند. سلطان مراد میرزا مشهد را محاصره کرد و نیروهای دولتی از هرات نیز به کمک وی شتافتند و نیروهای دولتی شهر را در ۱۰ جمادی‌الاول ۱۲۶۶ ه‍.ق تصرف کرد. سلطان مراد میرزا در ازای این پیروزی ملقب به حسام‌السلطنه شد و بنابر دستور اکید امیر از تجاوز سربازان به مال و جان مردم جلوگیری کرد کاری که در دورهٔ قاجار تا آن هنگام بی‌نظیر بود. سالار و همدستانش دستگیر شدند و به رغم اصرار و حمایت نمایندهٔ سیاسی بریتانیا به مجازات رسیدند.

### سیاست خارجی امیرکبیر
امیرکبیر، دستگاه وزارت امور خارجه را توسعه داد. تأسیس سفارت‌خانه‌های دائمی در لندن و سن‌پترزبورگ، ایجاد کنسولگری در بمبئی، عثمانی و قفقاز؛ تربیت کادر برای وزارت امور خارجه و تنظیم دفتر اسناد سیاسی از کارهای اوست. امیرکبیر در زمینه سیاست خارجی، سیاست معروف به «سیاست موازنهٔ منفی» را در پیش گرفت؛ که بر اساس آن می‌گفت نه به روس امتیاز می‌دهیم، نه به انگلیس و نه به هیج قدرت خارجی دیگر (در مقابل، در نظریه موازنهٔ مثبت، به دادن امتیاز به هر دو طرف قائل می‌شوند).
سیاست موازنهٔ منفی امیرکبیر، تنها یک‌بار خدشه‌دار شد و آن زمانی بود که در جریان حملهٔ ترکمن‌ها در آشوراده، تعدادی سربازان روسی کشته و روس‌ها عزل فرماندار مازندران را خواستار شدند و امیرکبیر به علت فشار روس‌ها، حاکم آنجا را عزل کرد. در این زمان انگلیسی‌ها از این ضعف حکومت مرکزی سود جستند و امتیاز نظارت بر کشتیرانی در جنوب را با ادعای مبارزه با تجارت برده کسب کردند؛ که البته امیرکبیر در این قرارداد این قید را گنجاند که به هنگام نظارت باید ناظران ایرانی حضور داشته‌باشند.
امیرکبیر برای تضعیف قدرت و نفوذ روس و انگلیس در ایران، می‌خواست نگاه فرانسه و در زمانی، آمریکا را به ایران جلب کند؛ لذا یک قرارداد سفارت کنسولگری و یک قرارداد در زمینهٔ کشتیرانی با آمریکا منعقد کرد.

### امیرکبیر و روحانیت
رابطهٔ او با روحانیّت خصمانه نبود. روحانی مورد اعتماد امیرکبیر در تهران، شیخ عبدالحسین تهرانی بود که امیر، منصب قضا را در پایتخت به وی سپرد ولی میرزا ابوالقاسم امام جمعه (امام جمعه تهران) در قتل امیرکبیر دست داشت.

## ماجرای عزل (برکناری) از صدارت و سپس قتل امیرکبیر

### پیش‌زمینه
پس از مرگ محمدشاه در ۱۴ شهریور ۱۲۲۷ (آگوست ۱۸۴۸م)، امیرکبیر، که حدود سی سال بزرگتر از شاه جوان بود، با تدارک شش لشکر پیاده و سواره و توپخانه شاه را با قدرت بر تخت نشانید. در این زمان میرزا تقی خان به مقام امیر نظام ارتقا یافت که به معنای فرماندهی کل قوای نظامی کشور بود. ناصرالدین‌شاه فردای ورود به پایتخت تاجگذاری کرد و در همان شب امیرنظام را به صدارت منصوب کرد. در سلسله قاجار سابقه نداشت که تمام امور دیوانی و نظامی به یک نفر سپرده شود. پس از امیرکبیر شاه خود فرماندهی نظامی را برعهده گرفت و پس از میرزا آقاخان نوری هم با به وجود آمدن چند وزارت‌خانه، مقام صدر اعظمی برچیده شد.
سه شخصیت اصلی مسئول سقوط صدر اعظم نماینده ناراضی‌ترین گروه‌های اشراف و دیوان سالاران بودند. دو سیاست امیرکبیر، کاهش مزایای درباریان و دور نگه داشتن شاه از بستگانش، مورد ضدیت اشراف قاجار برهبری مهد علیا قرار گرفت. فراش باشی دربار، علی خان حاجب الدوله و میرزا آقاخان نوری، نائب امیرکبیر نیز جزو گروه بودند. گسترش تعداد مخالفان امیرکبیر موجب انزوای روزافزون او می‌شد. برخورد دقیق و سخت گیرانه او صدارتش را در نظر درباریان نوعی حکومت وحشت، مجهز به مأموران خفیه نویس، اعدام در ملأ عام و سانسور شدید جلوه می‌داد. روابط صادقانه و سازش‌ناپذیر او با سفرای خارجی نیز دوستی در اردوی آنها برایش نگذاشته بود. با وجود ازدواج با خواهر شاه، به لحاظ اصل و نسب محقر خود شبکه خویشاوندی در اختیار نداشت و تکیه او فقط بر محبت ناصرالدین تا موقعی کار از پیش برد که شاه حاضر بود به او اعتماد ورزد.

### سفر اصفهان
در جریان سفر شاه و امیر به اصفهان در تابستان سال ۱۲۶۷ه‍.ق (۱۸۴۹م) شاید به ملاحظه مداخله بیگانه و شیطنت دشمنان، امیر درخواست کرد عباس میرزای سوم، برادر ناتنی و کوچک شاه و مادر او خدیجه چهریقی، جزو همراهان شاه در این سفر باشند.
امیرکبیر شاه را نصیحت می‌کرد با ملایمت با برادر ناتنی اش رفتار کند. این توصیه‌ها را دشمنان علامت دل بستگی صدر اعظم به برادر ناتنی شاه تعبیر کردند. بعید هم نیست که صدراعظم عباس میرزا را حربه مناسبی برای مهار زدن بر خشم و بد خلقی شاه دیده باشد.
ارتباط نزدیک تر امیرکبیر با عباس میرزا و رفتار محرمانه اش با خدیجه در طول سفر اصفهان اعتماد شاه را به او متزلزل تر ساخت. در راه بازگشت هنگامی که موکب همایونی به قم رسید، شاه خود عباس میرزا را والی قم کرد انتصابی که حکم تبعید داشت. صدر اعظم، که غافل گیر شده بود، فوراً در مقابل فرمان شاه ایستاد و به عباس و مادرش دستور داد بی درنگ پیشتر از اردوی شاهی به تهران حرکت کنند. ناصرالدین از این عمل صدر اعظم به خشم آمد و امر به بازگشت آن دو داد و برانتصاب عباس میرزا پا فشرد. به قول لسان الملک سپهر: «این اولین فرزین بندی بود که در رقعه آجال میرزا تقی خان از شاه رخ نمود».
امیرکبیر، حساسیت ناصرالدین را نسبت به برادر ناتنی‌اش درست درنیافت آن هم در موقعیتی که نخستین ولی عهد ناصرالدین‌شاه، سلطان محمود میرزا، تازه مرده بود و مسئله جانشینی در معرض دسیسه بازی قرار گرفته بود. مورخ قاجار اعتماد السلطنه در شرح واقعه اصفهان نوشت که امیرکبیر می‌خواست عباس میرزا ولی عهد گردد. این روایت، چه درست و چه نادرست، نشانگر هول و هراسی است که ذهن مشوش شاه را آزار می‌داد. ماجرای عباس میرزا ضربه شدیدی بر پیکر امیرکبیر بود. در بازگشت به تهران متوجه شد که نفوذش برشاه تقلیل یافته است. شاه می‌ترسید که امیرکبیر به کمک انگلیسی‌ها در صدد برآید برادر صغیر ناتنی اش را به جای او بنشاند و بعد خود در مقام نایب السلطنه قدرت را به دست گیرد.

### عزل از مقام صدارت
حضور امیرکبیر در دربار ناصرالدین‌شاه همواره مورد مخالفت تعدادی از نزدیکان شاه از جمله مهد علیا، مادر شاه و اعتمادالدوله (میرزا آقاخان نوری) قرار داشت؛ چنان‌که تلاش‌های این عده سرانجام منجر به صدور حکم عزل امیرکبیر از مقام خود شد. برخی از درباریان که او را مخالف منافع خود می‌دیدند، تهمت زدند که امیرکبیر داعیه سلطنت دارد.
در روز ۲۰ آبان ۱۲۳۰ (دو ماه قبل از روز قتل امیرکبیر) ناصرالدین‌شاه با ارسال این دستخط، او را از صدارت عزل کرد.
چون صدارت عظمی و وزارت کبری زحمت زیاد دارد و تحمل این مشقت برای شما دشوار است شما را از آن کار معاف کردیم، باید به کمال اطمینان مشغول امارت نظام باشید.

### پس از عزل از صدارت
ناصرالدین‌شاه، بعد از عزل امیرکبیر در محذور عاطفی قرار گرفت. او در روز ۲۴ آبان نامه‌ای به امیرکبیر نوشت و در آن تأکید کرد که خودش تنها قصد دارد برای مدتی عهده‌دار امور کشوری شود و هرگز در امور لشکری قصد دخالت ندارد و نیز حتی یک شاهی بیش آنچه امیرکبیر مقرر داشته به مواجب کسی نخواهد افزود. این نامه با این جملات آغاز می‌شود:
جناب امیرنظام به خدا قسم آنچه می‌نویسم عین واقعیت است. شما را قلباً دوست دارم و خداوند مرا مرگ دهد اگر بخواهم تا زنده‌ام دست از شما بردارم…
امیرکبیر پس از دریافت این نامه از شاه درخواست ملاقات کرد تا شاید تصمیم او را تغییر دهد. او همچنین اطرافیان را به بدگویی از خودش متهم کرد. اما شاه ملاقات را به فردای آن روز (که روز انتصاب نوری بود) موکول کرد. شاه به امیرکبیر نوشت:
خدا شاهد است امروز که شما را نپذیرفته‌ام، شرمنده‌ام. چه می‌توانم بکنم. ای کاش هرگز شاه نبودم. حالا که این را می‌نویسم اشکم جاری است. اگر باور نمی‌کنید بی‌انصاف‌اید… کدام مادر قبحه‌ای می‌تواند در حضور من از شما بد بگوید. هر کس در حضور من از شما بد بگوید، حرامزاده‌ام اگر نگذارمش جلوی توپ… به علامت التفات‌مان یک شمشیر الماس نشان قیمتی و همچنین حمایلی که به گردن خودم می‌اندازم را برایتان می‌فرستم. انشاالله آن‌ها را می‌پذیرید و فردا به حضور می‌آیید.
امیرکبیر دل‌آزرده از حکم عزلش که حالا دیگر حتمی شده بود یا به این خاطر که احساسات ناصرالدین‌شاه را صادقانه نمی‌دانست، مرتکب خطای بزرگی شد و در مراسم سلام شاهانه شرکت نکرد. این امر موجب فوران احساسات شاه و نیز تحریک سوءظن او شد. پس از آن از امیرکبیر خواسته شد التزام‌نامه‌ای را امضا کند که شامل دوازده بند بود از جمله اینکه به مقام امیرنظامی کمال شکرگزاری را داشته باشد و فرمان پادشاه را همانند وحی منزل بپذیرد.
پس از آن نوری شروع به عزل و نصب‌هایی کرد که غالباً از طریق رشوه و تبعیض انجام می‌گرفتند. او در نامه‌ای به شاه نوشت:
... مردم بی سر و پا را با رشوه می‌خواهند صاحب منصب کنند. این غلام نمی‌تواند نظم دهد. بی نظم کارها پیش نمی‌رود. فرمان دیروز باید باطل شود وگرنه همه مردم به خیالات خواهند افتاد. این درد غلام را می‌کشد که مردم بگویند آن نظم میرزا تقی خانی گذشت.
یک روز پس از برکناری امیر از صدارت، میرزا آقاخان نوری که می‌دانست با وجود امیر در تهران و سمت امیر نظامی او برخورد بین او و امیر حتمی است دستخطی نوشت و در آن از امیر التزام گرفت که در کارهای مربوط به وزارت و عزل نصب‌های وی هیچ دخالتی نداشته باشد. این دستخط به تأیید شاه و امضای امیر رسید. سه روز پس از واقعه امیر طی نامه‌ای که به شاه می‌نویسد و وضعیت امور لشکری را گزارش می‌دهد از شروع انتصابات افراد بی سرو پا با رشوه به شاه گله می‌کند.
میرزا آقاخان و مهد علیا که با بودن امیر در تهران کارشان استوار نمی‌شد و همواره احتمال انتصاب مجدد وی توسط شاه وجود داشت با همکاری و مشاوره با شیل وزیر مختار انگلیس، امیرکبیر و شاه را راضی کردند که امیر به حکومت کاشان منصوب شود. در این هنگام پرنس دالگوروکی وزیر مختار روسیه که از به قدرت رسیدن میرزا آقاخان هوادار انگلیس نگران شده بود و نیز به دلیل خوی شتابگر و تندی که داشت با عده ای از افراد سفارت به خانه امیر رفت و به او پیشنهاد کرد تحت‌الحمایه روسیه شود. امیر نپذیرفت. اما همان ملاقات بهانه‌ای به دست مخالفان امیر داد تا شاه را از وی خشمگین و ترسان کنند. وزیر مختار روسیه خانه امیر را ترک کرد و خانه به محاصره سربازان درآمد. امیر تعهد نامه‌ای به شاه نوشت که به هیچ‌یک از دو سفارت روس و انگلیس پناهنده نخواهد شد. روز بعد شاه که به شدت از این واقعه ترسیده بود امیر را از کلیه مناصب (امیر نظامی و حکومت کاشان) عزل کرد. دو هفته بعد نیز برای محو کردن خاطره امیر شاه دستور داد سمت امیر نظامی کلاً از سمتهای دولتی حذف شود. یک یا دو روز بعد امیر تحت‌الحفظ و همراه با مادر و همسر و فرزندانش راهی فین کاشان شد.

### پیشنهاد حکمرانی ولایات
پس از دریافت این پاسخ طوفانی، امیرکبیر دانست که رابطه او با شاه وارد مرحله دیگری شده است. نوری و درباریان نیز اصرار داشتند که او باید از مقام امیرنظامی کنار گذاشته و به حکمرانی یکی از ولایات منصوب شود.
ابتدا حکومت فارس، بعد اصفهان و سپس قم به امیرکبیر پیشنهاد شد ولی نپذیرفت. او احساس می‌کرد که اگر از تهران برود جانش در خطر خواهد بود و با توجه به خشم شاه امکان هر اتفاقی وجود دارد. در این زمان وزیر مختار انگلستان حاضر به میانجی‌گری شد به گونه‌ای که طرفین توافق کردند اگر امیرکبیر به حکمرانی کاشان برود، جان و مالش محفوظ و تحت حمایت بریتانیا خواهد بود و بدون مزاحمت حکمرانی خواهد کرد. از گزارش وزیر مختار انگلیس در مورد دیدار خود با میرزا آقاخان نوری بحث حمایت بریتانیا از جان و مال امیر مطرح نشده است. تنها میرزا آقاخان از شیل می‌خواهد امیر را به حکمرانی ولایات ترغیب کند. میرزا آقاخان به شیل در مورد جان و مال امیر اطمینان می‌دهد ولی در نهایت راضی نمی‌شود مطلب را به صورت کتبی بنویسد.

### دخالت وزیر مختار روسیه
وزیر مختار روسیه وقتی فهمید که امیرکبیر در حال پذیرش میانجیگری بریتانیاست به او پیشنهاد تحت‌الحمایگی بدون قید و شرط امپراتور روسیه را داد. در اینجا سفارت بریتانیا از قضیه کنار رفت و در مقابل روسیه خانه امیرکبیر که اتفاقاً مجاور سفارت بود را جز سفارت اعلام کرد و قزاقان روسی خانه امیرکبیر را که در آن زمان خواهر شاه (همسر امیرکبیر) و نیز مادر شاه در آن حضور داشتند را به محاصره گرفتند.
این وضع نه تنها از نظر سیاسی بلکه از نظر غیرت و صیانت حریم خصوصی اندرون شاهی، خون ناصرالدین‌شاه را به جوش آورد. نوری حتی ادعا کرد که این امر می‌رفت که به بلوایی عظیم با دخالت مردم تهران مبدل شود. شاه تصمیم گرفت که خود شخصاً با ملازمانش به منزل امیر برود و گردن او را بزند. در این موقعیت وزیر مختار روسیه از موضع خود عقب‌نشینی کرد و قزاقان منزل امیرکبیر را ترک کردند. سه ساعت بعد از غروب آفتاب امیرکبیر دستگیر و از درون خانه‌اش بیرون برده شد.

### خلع از تمام مناصب و تبعید
روز ۳۰ آبان، فردای دستگیری، امیرکبیر از تمامی مناصب خلع شد و دو روز بعد به عنوان یک زندانی به کاشان فرستاده شد. این تبعید ۴۰ روز به طول انجامید. به نگهبانان دستور داده شده بود که با کمال احترام با او رفتار کنند. با این حال همسر وزیر مختار انگلیس که خارج از شهر با کاروان حامل امیر برخورد داشته می‌نویسد که سرنوشت او را به راحتی می‌شد حدس زد. با این وجود، مخالفان امیرکبیر در دربار احتمال می‌دادند که امیرکبیر بار دیگر مورد عنایت شاه قرار گیرد و به قدرت بازگردد.

### قتل
چاکر آستان ملائک پاسبان، فدوی خاص دولت ابد مدت، حاج علی خان پیشخدمت خاصه، فراشباشی دربار سپهر اقتدار مأمور است که به فین کاشان رفته، میرزا تقی خان فراهانی را راحت نماید؛ و در انجام این مأموریت بین الاقران مفتخر و به مراحم خسروانی مستظهر بوده باشد.

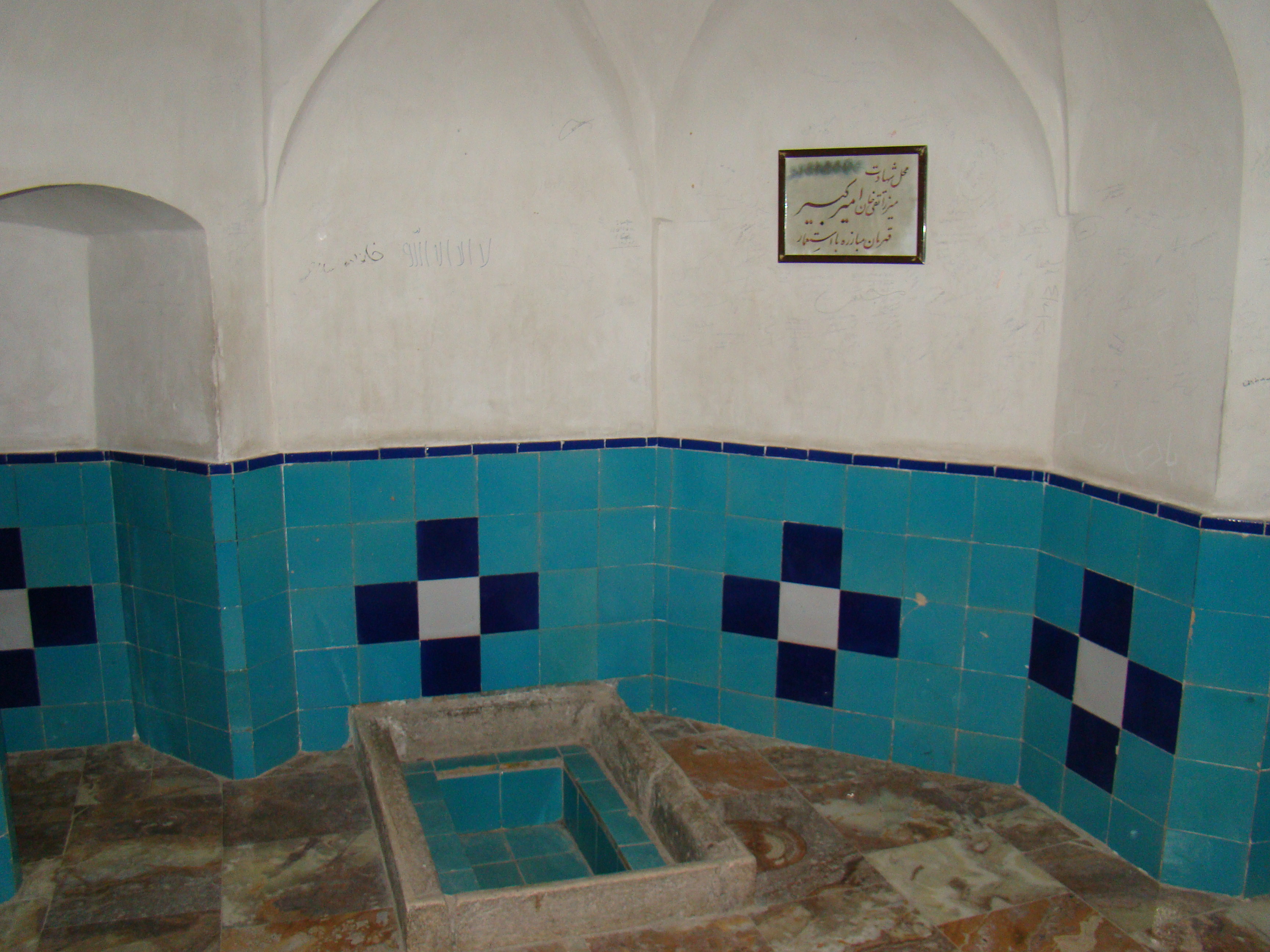
مقتل امیرکبیر در حمام فین کاشان

صبح آن روز خبر آوردند که پیکی از تهران خواهد رسید که فرمان وزارت امیر و خلعتی شاه را می‌آورد. عزت‌الدوله البته باز هم نگران بود و خبر را باور نداشت. امیر اما به حمام رفت. شاید خبر رسیدن خلعت را باور کرده بود. حاج علی خان فراش که به باغ فین رسید چاپار دولتی را در کنار در حمام دید که منتظر امیر بود که از حمام خارج شود و پاسخ نامه‌ای را از وی بگیرد. علی خان فراش دست وی را گرفت و با خود به حمام برد که وی زن امیر را از آمدنش مطلع نکند. مأمورانش در دیگر حمام را مسدود کردند. امیر با حق نعمتی که بر علی خان داشت پرسید شما چرا مأمور اینکار شدید. امیر خواست عزت الدوله را ملاقات کند و نزد وی وصیت کند اما علی خان نپذیرفت.
سرانجام امیرکبیر در روز شنبه ۲۰ دی ۱۲۳۰ در حمام فین کاشان به قتل رسید. فریدون آدمیت در کتاب امیرکبیر و ایران (تهران، خوارزمی، ۱۳۸۷، صفحه ۷۲۹) می‌نویسد، «در مورد قتل امیر، گزاش معتبرتر گزارش دکتر اعلم الدوله طبیب عزت الدوله است از قول او زبده آن را با توجه به مطالبی که نویسنده صدر التواریخ از خود درآورده و نکته هائی که نخواسته بگوید می‌آوریم:»
«چون حاج علیخان با همراهانش به باغ فین رسیدند، علی اکبر بیک چاپار دولتی را دیدند که منتظر بیرون آمدن امیر از حمام بود که جواب نامه مهدعلیا را به عزت الدوله بگیرد فراشباشی دست علی اکبر بیک را گرفت با خود به حمام برد که زن امیر را از آمدن او مطلع نسازد. فراشباشی با مأموران خود وارد حمام گشتند دیدند خواجه حرمسرا مشغول جمع‌آوری لباس‌های امیر است. اعتمادالسلطنه یکی از آن کسان را برسر او گماشت که از آنجا بیرون نرود. سپس پشت در دیگر حمام را سنگچین کردند که کسی از آن راه داخل نگردد وارد صحن حمام شدند. فراشباشی فرمان شاه را ارائه داد امیر خواسته بود عزت الدوله را ملاقات کند یا پیغام برای او بفرستد و وصیت بکند اعتمادالسلطنه اجازه نداده بود. پس امیر به دلاک دستور داد رگ‌های هر دو بازویش را بزند؛ و دو کف دستش را روی زمین نهاد در حالی که خون از بازوانش فوران داشت. در این وقت میر غضب به امر فراشباشی با چکمه لگدی به میان دو کتف امیر نواخت. چون امیر، در غلتید دستمالی را لوله کرد به حلق امیر فرو برد و گلویش را فشرد تا جان داد. بلند شد و گفت که دیگر کاری نداریم. از حمام بیرون آمدند و با اسب‌های تندرو به تهران بازگشتند».
سال مرگ او، ۱۲۶۸، را به حساب ابجد در یک گفتگو بیان کرده‌اند. اولی می‌پرسد: «کو امیر نظام» و دومی جواب می‌دهد «مردی بزرگ تمام شد»
در شرح حال ناصرالدین‌شاه آمده است که بعد از قتل امیرکبیر بسیار نادم و پشیمان شده بود و پس از آن واقعه اگر فردی از رجال خود را برکنار می‌کرد حتی اگر خائن بودند دستور به قتل آن‌ها نمی‌داد.

### دفن
به روایت میرزا محمد جعفر خان حقایق نگار خورموجی در کتاب مشهور حقایق‌الخبار ناصری روز بعد از قتل جسدش را در گورستان پشت مشهد کاشان (در نزدیکی امامزاده حبیب بن موسی) به خاک سپردند. اما چند ماه بعد، به اصرار همسرش عزت‌الدوله کالبدش را به کربلا منتقل کردند و در اتاقی که در آن به سوی حرم امام حسین باز می‌شد به خاک سپردند.
بر دیوار آرامگاه وی در کاشان این ابیات نوشته شده‌اند:
| نادانیِ شَه گِرِفت دامانِ اَمیر |  | تا نیشتَر آمَد به رَگ جانِ اَمیر   |
| بَربَست سَعادَت را بَرویِ ما دَر |  | بُگشود چو جوی خون زِ شَریانِ اَمیر |

### واکنش‌ها

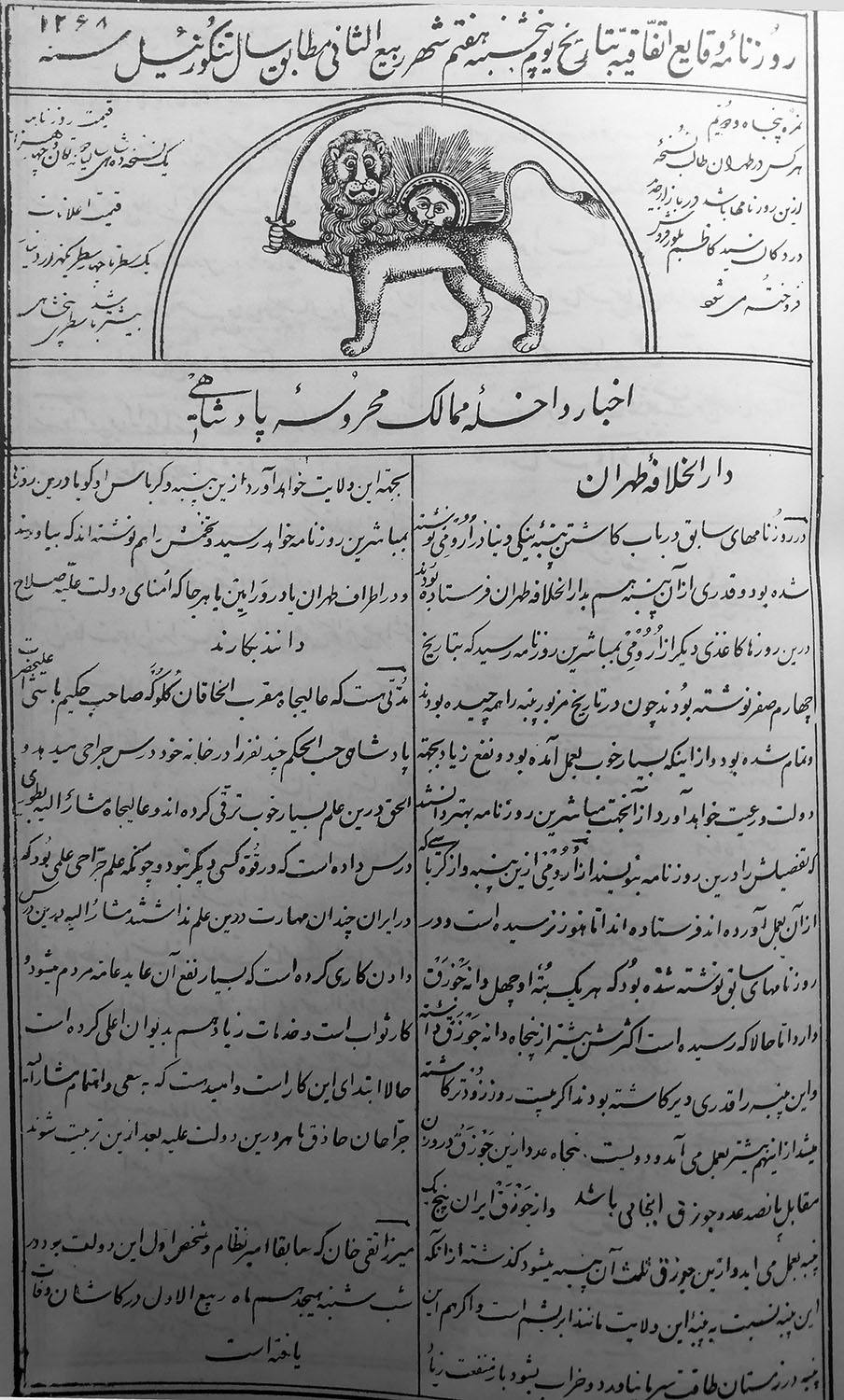
سرانجام پس از نوزده روز نشریه هفتگی وقایع اتفاقیه خبر وفات میرزا تقی خان را منتشر کرد.

نشریهٔ هفتگی وقایع اتفاقیه (که خود امیرکبیر تأسیس کرده بود) پنجشنبه بیست و سه ربیع‌الاول، (پنج روز پس از قتل امیرکبیر) نوشت: «جلیل‌خان یوزباشی که شب یکشنبه نوزدهم این ماه از فین وارد دارالخلافه شده مذکور داشت که میرزا تقی خان احوال خوشی ندارد و صورت و پاهایش تا زانو ورم کرده است». دو شماره (چهارده روز) بعد در خبری کوچک در صفحه نخست روزنامه نوشته شد: «میرزا تقی خان که سابقاً امیرنظام و شخص اول این دولت بود شب شنبه هجدهم ماه ربیع‌الاول در کاشان وفات یافت».
روسیه و انگلستان به شدت به قتل امیرکبیر اعتراض کردند. وزیر خارجه انگلستان نامه شدیداللحنی نوشت و حتی برای اطمینان از انعکاس درست آن، ترجمه‌اش را در لندن انجام داد. در این نامه آمده است:
دولت انگلیس تفاصیل این امر شنیع و وحشی منشانه را شنید… هرگاه پس از این قتل بی‌رحمانه مرحوم امیر، گناهان دیگر از این قبیل صدور یابد بر دولت انگلیس لازم خواهد بود که به دقت بپرسند آیا شایسته فخر تاج انگلیس و لایق حقوق مملکت آدمی منش انگلستان است که وزیر مختار آن مقیم مملکتی باشد که در آنجا مشاهده کند ارتکاب اموری را که آن قدر مصادم انسانیت باشد.
وزارت خارجه روسیه نیز نامه اعتراضی را تسلیم مصلحت‌گزار ایران در سن‌پترزبورگ کرد که نوری را وادار به پاسخ کرد. تزار روسیه همچنین در دیدار سفیر بریتانیا مراتب «خشم و وحشت» خود را از «قتل وزیر فقید شاه» ابراز داشت و سخن موهنی نیز به زبان آورد:
ایرانی‌ها چنان مردمی‌اند که نه قانون دارند و نه ایمان.
موضوع قتل امیرکبیر همچنین در مطبوعات این کشورها به‌طور گسترده مطرح شد.

## تصویر چهره امیرکبیر

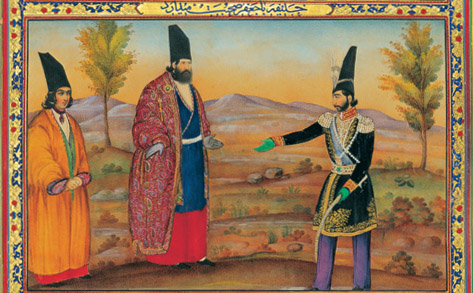
یک نقاشی از امیرکبیر اثر صنیع‌الملک

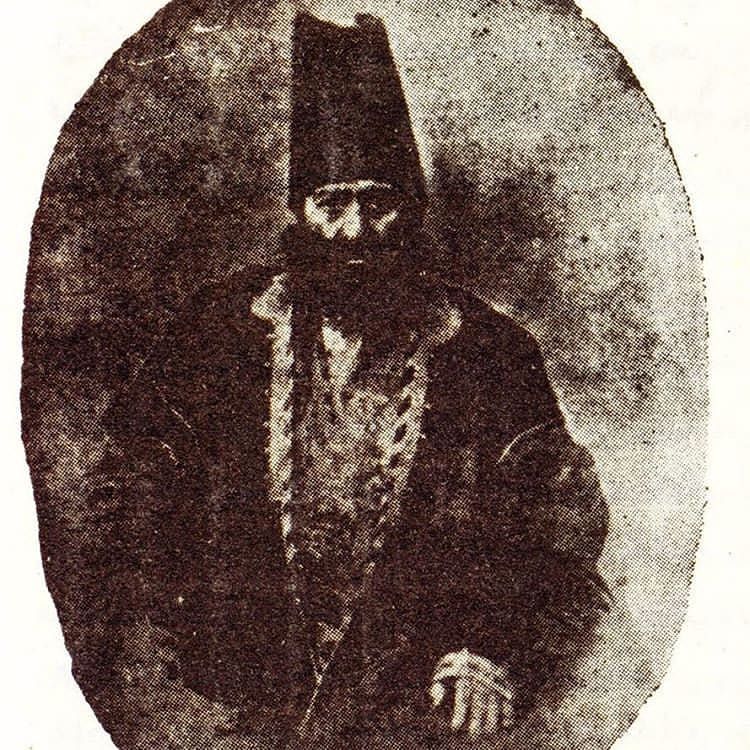
تصویر چاپ‌شده در کتاب شرح حال رجال ایران در قرن ۱۲ و ۱۳ و ۱۴ هجری بدون آنکه محل نگهداری اصل عکس مشخص باشد.

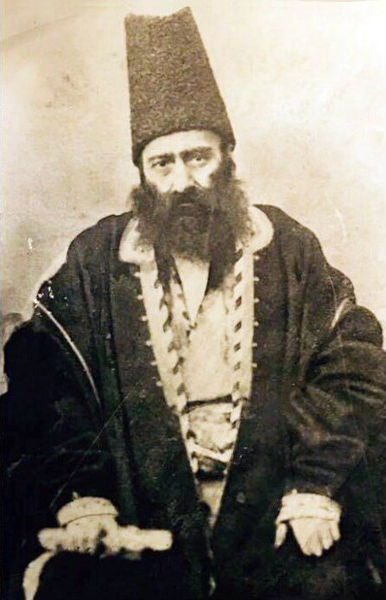
تصویر چاپ‌شده در روزنامهٔ ایران که شباهت بسیار به تصویر کتاب شرح حال رجال ایران در قرن ۱۲ و ۱۳ و ۱۴ هجری دارد. (بهمنی قاجار، محمدعلی، «فراز و فرود قدرت میرزا تقی خان امیرکبیر»، روزنامهٔ ایران، یکشنبه ۲۷ آبان ۱۳۹۷) تصویر بالا را رضا کسروی معرفی کرده است.

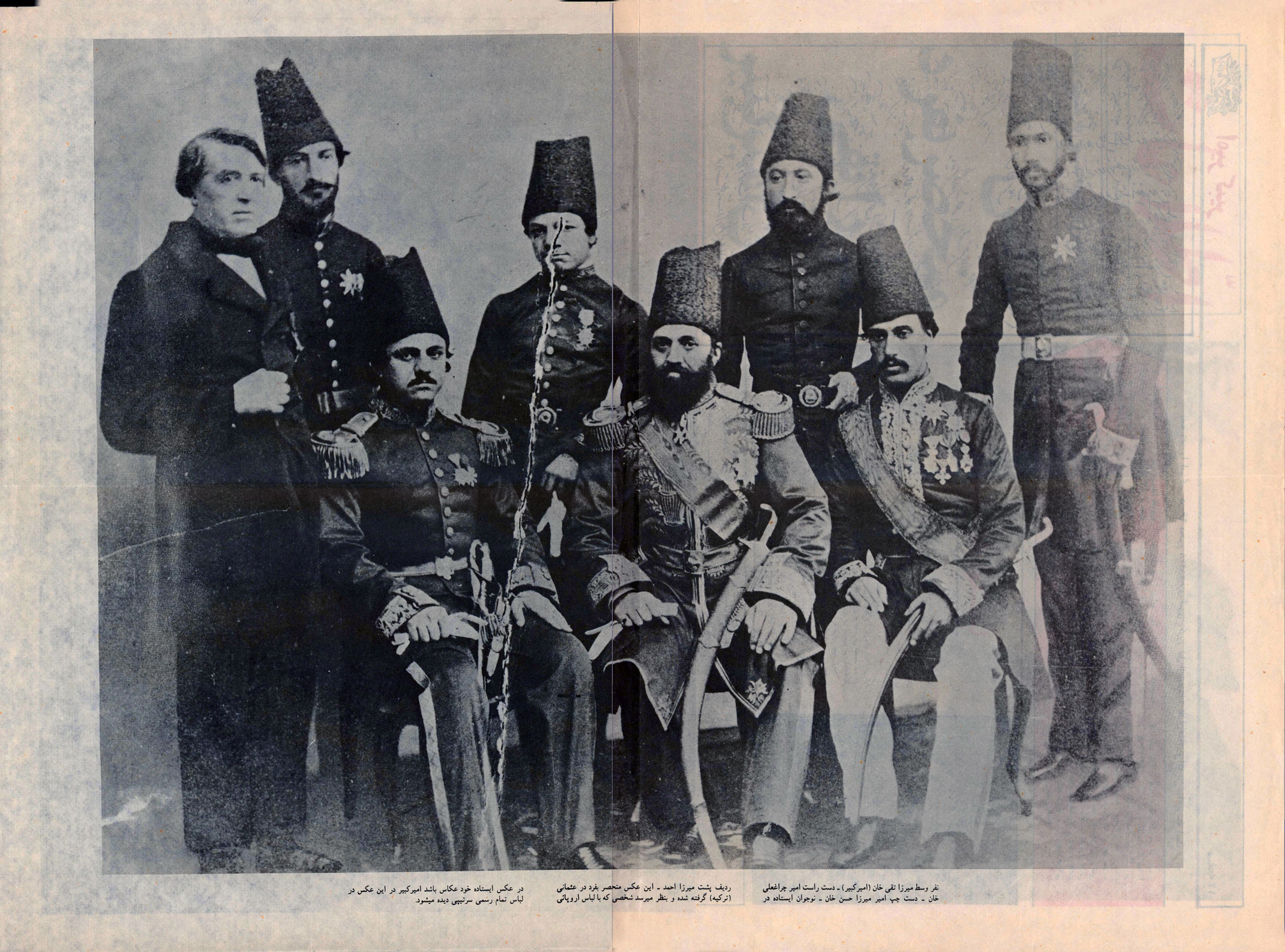
تصویر چاپ‌شده در روزنامهٔ اطلاعات (۶ اسفند ۱۳۵۴) منسوب به امیرکبیر که توسط فردی به نام «احمد بازرگان» در اختیار این روزنامه قرار داده شده بود. انتساب این عکس به امیرکبیر نادرست است و فرد نشسته در وسط محمدقاسم خان والی است.

حدود یک سال پس از انتصاب امیرکبیر به مقام صدراعظمی، نقاشی رنگ روغنی از امیرکبیر کشیده شد که در کنار آن نوشته شده است: «بر حسب امر مبارک سرکار اقدس شهریاری روحنا فداه، تصویر جناب جلالت ماب، صاحب السیف و القلم، مقتدی الرجال و الامم، آصف الامجد الافخم الاجل الاکرم الاعظم، سرکار امیرکبیر میرزا تقی‌خان ادام‌اللّه اقباله. جان نثار محمدابراهیم نقاش‌باشی ۱۲۶۵ [قمری]» این اثر در مالکیت حسن رفاهی مهران (معتضد الدوله) بود تا آنکه پس از درگذشت او، خانواده‌اش آن را به موزه اهدا کردند و اکنون در کاخ گلستان از آن نگهداری می‌شود.
دومین تصویر (نقاشی اصلی و وضعیت کنونی) را در سال ۱۲۶۷ قمری (یک سال قبل از عزل امیرکبیر) ابوالحسن غفاری در طول سفر به اصفهان کشیده است. در این سفر ناصرالدین‌شاه قصد نداشت عباس میرزا ملک‌آرا (برادر ناتنی خود که از کودکی مورد نفرت ناصرالدین بود و هم چنین تصور می‌کرد که به تاج و تخت چشم دارد) و مادر وی را همراه ببرد اما به اصرار امیرکبیر آنان همراه کاروان شدند. در هنگام بازگشت شاه عباس میرزا را حاکم قم کرد تا در حالتی تبعید گونه از پایتخت دور بماند. امیرکبیر فرمان شاه را نقض کرد و به آن‌ها دستور داد همراه کاروان شوند. شاه با امیرکبیر به منازعه برخاست و بر حکم خود اصرار کرد و در ضمن به امیرکبیر بی‌اعتماد شد. ابوالحسن غفاری (عموی کمال‌الملک) در این پرده نقاشی که در اصل برای کتاب هزار و یک شب ترسیم شده، هارون الرشید را به شکل ناصرالدین‌شاه و جعفر برمکی را به شکل امیرکبیر در کنار جوانی که احتمالاً عباس میرزاست نقش کرده است که این نقاشی را می‌توان به هوشمندی و آینده‌نگری نقاش یا به بدخواهی دشمنی او با امیرکبیر منتسب کرد. این نقاشی هم‌اکنون در وضعیت بدی به سر می‌برد؛ و در واقع آن را پاره کرده و فقط تصویر امیرکبیر را از آن خارج کرده‌اند.
بیست و پنج سال پس از مرگ امیرکبیر در مرآت البلدان، کتاب تاریخی که به مناسبت یکصدمین سال حکومت قاجاریه منتشر شد، نقش شده است. ناصرالدین‌شاه که اصرار داشت در این کتاب تصویری از امیرکبیر وجود داشته باشد، شخصاً طرحی از صورت امیر کشید و نقاشی اصلی با استفاده از طرح شاه تهیه شد. این تصویر به‌طور واضح از روی اولین نقاشی کشیده شده است اما جزئیات صورت (بر اساس آنچه ناصرالدین‌شاه در ذهن داشته) متفاوت است.
نیز نقاشی آبرنگ کوچکی است مجدداً از ابوالحسن غفاری که مردی را در لباس مقامات قاجاری نشان می‌دهد. برخی بر این عقیده‌اند که این تصویر بدون توضیح و تاریخ مربوط به امیرکبیر است و اما بسیاری (خصوصاً با توجه به سیه چرده بودن تصویر) عقیده دارند که این تصویر امیرکبیر نیست.
فریدون آدمیت در کتابش (سال ۱۳۲۱) پس از برشمردن چند نگاره اصلی امیرکبیر می‌گوید عکس‌هایی که در این چند سال اخیر به نام تصویر میرزا تقی خان منتشر ساخته‌اند، یک‌سره باسمه‌ای‌اند و اعتبار تاریخی ندارند. لازم است ذکر شود صنعت عکاسی (فتوگراف و نه داگرئوتایپ) در سال ۱۲۶۵ هجری قمری ۱۸۴۹ میلادی اختراع شده است (دو سال قبل از مرگ امیرکبیر). و پانزده سال بعد از آن نخستین عکاس حرفه‌ای ایران در دربار ناصرالدین‌شاه شروع به کار کرده است. از جمله این عکس‌ها عکسی ایستاده از امیرکبیر ظاهراً برای نخستین بار در روزنامه اطلاعات چاپ شده و نمونه تغییر یافته نقاشی‌ای از یک نقاش معاصر است. با این حال این عکس برای مدتی به‌طور گسترده در ایران منتشر شده است و در طرح جلد برخی کتاب‌ها نیز به کار رفته است. عکس‌های دیگری هم در برخی کتاب‌ها و منابع به‌عنوان عکس چهره امیرکبیر به چاپ رسیده است اما از آنجا که محل نگهداری اصل هیچ‌کدام از این عکس‌ها ذکر نشده اصالت آنها قابل تأیید نیست.

## امیرکبیر در سینما و تلویزیون
- در مجموعهٔ تلویزیونی سلطان صاحبقران، ناصر ملک‌مطیعی نقش امیرکبیر را بازی کرد.
- در مجموعهٔ تلویزیونی امیرکبیر، سعید نیک‌پور در نقش امیرکبیر بازی کرد.
- در فیلم ناصرالدین‌شاه آکتور سینما، داریوش ارجمند در نقش امیرکبیر بازی کرد.
- در مجموعهٔ تلویزیونی سال‌های مشروطه، محمد صادقی نقش امیرکبیر را بازی کرد.
- در فیلم سمفونی نهم، پژمان بازغی در نقش امیرکبیر بازی کرد.
- در سریال قبله عالم، محمدرضا علیمردانی به عنوان امیرکبیر صداپیشگی کرد.
- در سریال جیران قسمت اول با محوریت قتل امیرکبیر است و در سکانس کوتاهی امیرکبیر در خواب شاه حضور پیدا می‌کند.
- مهدی سلطانی در تئاتر خاطرات و کابوس‌های یک جامه‌دار از زندگی و قتل میرزا تقی خان فراهانی نقش امیرکبیر را بازی کرد.
- در مستند امیرکبیر در خون به کارگردانی سجاد باغ شیخی، رضا نوروزی نقش امیرکبیر را بازی کرد.

## نامگذاری سالروز درگذشت و زادروز وی به عنوان «روز ملّی توسعه»
۲۰ دی ماه که سالروز تولد و درگذشت امیرکبیر است، در ششمین همایش مرزهای دانش توسعه، از سوی جمعی از اندیشه‌ورزان حوزه توسعه که در رأس آنان محسن رنانی بود به عنوان روز ملی توسعه اعلام و مراسم رونمایی از لوح یادبود آن که مزین به تمثال امیرکبیر بود جهت نصب در موزه باغ فین، در باغ فین کاشان برگزار شد. در این مراسم که به همت «پویش فکری توسعه» و با همکاری و مشارکت پژوهشکده اقتصاد دانشگاه تربیت مدرس، میراث فرهنگی کاشان و کمیسیون ملی یونسکو برگزار شد، شخصیت‌های فرهنگی و دانشگاهی مختلفی شرکت کردند. در این مراسم همچنین تمبر ویژه روز ملی توسعه که از سوی شرکت پست جمهوری اسلامی منتشر شده است با حضور مسئولان شرکت پست رونمایی و به مهر شرکت پست ممهور و سپس اندیشمندان شرکت کننده آن را امضا کردند.
رنانی در مورد انتخاب روز ۲۰ دی به عنوان «روز ملی توسعه» گفت: گرچه قاعدتاً روز ملی توسعه باید یک روز اردیبهشتی باشد، اما با توجه به این که سرحلقه تلاشگران توسعه ایران، یعنی امیرکبیر، در ۲۰ دی ماه به دنیا آمده و در همان ۲۰ دی ماه نیز به شهادت رسیده است، ترجیح دادیم این روز را به عنوان روز ملی توسعه انتخاب کنیم و امروز این‌جا در باغ فین کاشان گرد هم آمده‌ایم تا با امیر پیمان ببندیم که راه او را در مسیر تلاش برای توسعه این سرزمین ادامه خواهیم داد.